# Gdańsk (Schiff, 1927)
Die Gdańsk war das erste polnische Passagierschiff. Es wurde 1927 gebaut und in der Küstenschifffahrt, als Fähre sowie als Seebäderschiff genutzt. 1939 versenkte die deutsche Luftwaffe das Schiff. Später wurde es gehoben, aber wahrscheinlich nicht mehr repariert und 1946 abgewrackt.

## Bau und technische Daten
Parallel zum Aufbau der neuen Stadt Gdynia entwickelte sich auch der Tourismus an der polnischen Küste, doch für die Touristen standen in den 1920er Jahren lediglich Fischerboote, Schlepper oder Ausflugsschiffe aus Danzig zur Verfügung. Um Verbindungen entlang der polnischen Küste auch durch polnische Schiffe anbieten zu können, bestellte das Ministerium für Kommunikation 1926 zwei kleine Passagierschiffe für die Küstenschifffahrt. Noch bevor diese Schiffe einer Reederei zugewiesen werden konnten, erhielt die Danziger Werft im April 1926 den Auftrag für die spätere Gdańsk und ihr Schwesterschiff Gdynia. Bereedern sollte beide Schiffe die im November 1926 gegründete staatliche Reederei Żegluga Polska.
In der Danziger Werft lief das Schiff mit der Baunummer 47 am 13. April 1927 vom Stapel und erhielt den Namen Gdańsk. Ihre Länge betrug 53,70 Meter, sie war 9,30 Meter breit, hatte einen Tiefgang von 3,30 Metern und war mit 538 BRT bzw. 234 NRT vermessen. Der Antrieb bestand aus einer Dreizylinder dreifach-Expansionsmaschine, die 650 PS erzielte und auf eine Schraube wirkte. Damit erreichte sie eine Höchstgeschwindigkeit von 11,0 Knoten. Zur Besatzung zählten 32 Offiziere und Mannschaften. Für Mehrtagesfahrten standen Kabinen für bis zu 120 Passagiere zur Verfügung, für kürzere Fahrten war das Schiff für 700 Deckspassagiere zugelassen.

## Geschichte

### PassagierschiffGdańskder Weißen Flotte
Nach Auslieferung durch die Werft und der Indienststellung am 19. Juni 1927 wurde Gdynia Heimathafen der Gdańsk. Für die junge polnische Handelsflotte war die Gdańsk das erste Passagierschiff, kurze Zeit später gefolgt von der Gdynia. Die Reederei Żegluga Polska setzte die Gdańsk vor allem auf der Route zwischen Gdynia und der Halbinsel Hel ein. Schnell stellte sich heraus, dass die Linie nicht rentabel betrieben werden konnte. 1928 unternahm die Gdańsk eine Kreuzfahrt nach Kopenhagen und ab 1934 setzte die Reederei das Schiff nur noch in den Ferien ein. 1938 geriet das Schiff in die Schlagzeilen, als es am 22. August vor dem Hafen von Gdynia mit dem norwegischen Schiff Halversen kollidierte. Menschen wurden dabei nicht verletzt und es kam zu keinen größeren Schäden.
Bei seinen Einsätzen stellte sich heraus, dass das Schiff konstruktiv nicht den Erwartungen entsprach. Für ein Passagierschiff war es langsamer als bestellt und nicht wendig genug. Zudem war der Tiefgang des Schiffes zu groß, um etwa den Hafen von Hel anlaufen zu können. Auch nahm das Schiff auf See zu viel Wasser auf und galt als sehr nass.

### TenderGdańskder polnischen Marine und Zweiter Weltkrieg
Kurz vor Beginn des Zweiten Weltkrieges übernahm die polnische Marine das Schiff. Im Rahmen der Mobilmachung stellte die Marine zwei Geschwader mit Hilfsminensuchbooten aus Fischkuttern auf. Für das Geschwader zog sie am 28. August 1939 die Gdańsk und die Gdynia als Begleitschiffe heran. Die Schiffe behielten ihre zivile Besatzung ebenso wie den weißen Anstrich und blieben ohne Bewaffnung. Nur wenige Tage wurde sie als ORP Gdańsk geführt. Zu Beginn des deutschen Überfalls auf Polen versenkten Sturzkampfflugzeuge vom Typ Junkers Ju 87 der IV. Gruppe des Lehrgeschwader 1 die Gdańsk und die Gdynia am 2. September 1939 in der Putziger Wiek vor Danzig.
Ein deutsches Bergungskommando hob das Schiff ab 10. März 1943 und verbrachte es zur Reparatur zum Zweigbetrieb der Deutschen Werke nach Gotenhafen. Unklar ist, ob überhaupt Reparaturen durchgeführt wurden. 1944 wurde ein Umbau zum Frachtschiff geplant, aber nicht vorgenommen. Während des Heranrückens sowjetischer Truppen im März 1945 lag die Gdańsk wahrscheinlich immer noch als Wrack in Gotenhafen und wurde dort von deutschen Truppen erneut versenkt. 1946 wurde das Schiff vor Ort abgewrackt.